# Alexandre Bottex
Pour les articles homonymes, voir Bottex.
Alexandre Bottex, né le 2 novembre 1796 à Neuville-sur-Ain et mort dans cette même commune le 23 septembre 1849 , est un médecin français.

## Biographie
Alexandre Bottex, fils de notaire, étudie l'anatomie et la chirurgie à l'Hôtel-Dieu de Lyon dès 1813 et devient docteur en 1823. Il commence en 1830 à l'hôpital de l'Antiquaille et en devient médecin chef du quartier des aliénés en 1842. Cette même année, il est également inspecteur des aliénés du département du Rhône.
En 1831, il présente un rapport, à la demande de la Société de médecine de Nantes, sur la syphilis.
En 1832, la Société de médecine l'appelle à Paris pour étudier le choléra en pleine période d'épidémie et proposer des modes de traitement.

## Distinction
Alexandre Bottex est élu « membre libre » à l'Académie des sciences, belles-lettres et arts de Lyon le 7 juin 1842 mais ne sera pas titularisé lors de la suppression de cette catégorie le 26 janvier 1847. Il est fait chevalier de la Légion d'honneur en 1846.